# Encastilladura
Se llama encastilladura a un defecto del casco del caballo caracterizado por su estrechez general o por la de los talones y de las cuartas partes. 
Afecta sobre todo a las manos. Se califica de: 
- esencial o idiopática cuando es primitiva
- secundaria o sintomática cuando es consecutiva a una lesión del pie o del miembro

La encastilladura es coronaria cuando la disminución del a anchura se verifica sobre todo en las regiones superiores del pie y plantar cuando la estrechez alcanza a toda la extensión del casco. Este se halla arrollado sobre sí mismo y se asemeja vagamente a un castillo (catellum). En algunos casos, la estrechez no interesa más que a las partes superiores del pie por consecuencia de la aproximación de las dos cuartas partes o de los dos talones. El pie se llama entonces estrecho o chupado de cuartas partes o de talones. Si la estrechez resulta de la aproximación de una sola cuarta parte o de un solo talón a la línea media el pie se denomina entonces chupado de una cuarta parte o de un talón. En estos últimos casos, la encastilladura se denomina falsa o incompleta.

## Etiología
Existen diferentes causas predisponentes para la encastilladura: 
- es frecuente en los caballos de pies pequeños, de tapa gruesa y dura en los que trabajan en terrenos duros por ejemplo, sobre adoquinados
- la elevación de la temperatura exterior, las alternativas de sequía y humedad que determinan la desecación de la tapa, la inmovilización prolongada por espacio de mucho tiempo favorecen la estrechez del casco

Entre las causas ordinarias se encuentran
- el herrado defectuoso. Se produce en los pies que llevan herraduras muy pesadas, de callos gruesos que impiden el apoyo de la ranilla en el suelo. La preparación defectuosa del pie que consiste en ahondar las lagunas, en rebajar la ranilla demasiado, en adelgazar las barras y aun den destruir los ángulos de inflexión determina la estrechez del casco. La tapa adelgazada se deseca, los talones bajos no tienen resistencia, los ángulos de inflexión rotos y las barras debilitadas no pueden impedir al círculo del casco que se cierre por detrás. En fin, la ranilla rebajada por completo no descansa sobre el suelo y no puede realizar su papel fisiológico. Si una cuarta parte está muy rebajada, se recarga de peso, el rodete se desvía, la tapa crece poco y la cuarta parte se estrecha.
- la inacción prolongada del caballo es una causa frecuente del defecto que nos ocupa. El pie al no funcionar se atrofia. El cojinete plantar disminuye de volumen, se retrae y arrastra en su movimiento de retracción a los cartílagos y al rodete.
- otra causa de encastilladura es la podredumbre de la ranilla que determinan su destrucción así como la atrofia del cojinete plantar.
- las operaciones quirúrgicas ejecutadas en la zona plantar del pie en las cuales hay necesidad de adelgazar las barras, la ranilla, etc. obran como la preparación defectuosa y son seguidas de estrechez.
- las afecciones crónicas del miembro o del pie que se acompañan de una cojera de larga duración dan lugar a la encastilladura secundaria o sintomática análoga al encastillado por inacción

## Sintomatología
Los síntomas locales de la encastilladura consisten en un estrechamiento general o parcial del pie enfermo según que la encastilladura sea verdadera o falsa. La palma se halla ordinariamente hueca, muy cóncava; la ranilla es pequeña, atrofiada y no descansa sobre el suelo. Su cuerpo es delgado, afilado, la laguna media casi ha desaparecido y contiene un líquido sero-purulento gris o negruzco de olor fétido. Las barras, generalmente muy elevadas, afectan una dirección perpendicular al suelo. Las lagunas laterales son profundas y estrechas, la substancia córnea es seca, dura y quebradiza. La tapa es delgada y su cara externa presenta círculos numerosos, indicios de desórdenes nutritivos del rodete. 
Los síntomas funcionales consisten en una dificultad en la marcha, y a veces una claudicación del miembro enfermo que en reposo se dirige por delante de su línea de aplomo de modo que el peso del cuerpo gravita sobre el pie sano. En este caso, se dice que el caballo señala o escribe. Si la encastilladura existe en las dos manos, el caballo patea incesantemente, apunta o señala de modo alternativo con uno u otro miembro, a veces se planta delante. Al comienzo de la encastilladura la marcha es dificultosa, vacilante y corta, el caballo anda con precaución, sus espaldas parecen enclavijadas en el cuerpo, tropieza fácilmente, cae a menudo y se corona. Se dice entonces que el caballo marcha como sobre huevos. El dolor de los tejidos vivos del pie se manifiesta por una cojera, generalmente más acentuada al salir de la cuadra y que se atenúa poco a poco. A veces, desaparece completamente durante el trabajo, el caballo parece entonces haber recuperado su marcha normal. Con el reposo, el dolo reaparece tan intenso como antes. Si se deshierra el pie se encuentra caliente y sensible especialmente en los talones. 

## Tratamiento
Como tratamiento preventivo la profilaxis reside en la utilización regular del caballo y en la estricta observación de las reglas del herrado normal. Se previene la desecación del casco haciendo uso de un buen ungüento del pie. 
El tratamiento curativo exige la aplicación de herraduras especiales llamadas desencastiladoras. Estas herraduras se pueden dividir en cuatro grupos: 
1. Herraduras que aseguran el apoyo de la ranilla
2. Herraduras expansivas o dilatadoras
3. Aparatos dilatadores
4. Ranuras, adelgazamiento. Antaño se practicaban en las cuartas partes varias ranuras, desde el rodete al borde inferior de la pared o muralla.